# Eslovènia al Festival de la Cançó d'Eurovisió 2012
| Edició                   | 2012                                                                        |
| Televisio(ns) implicades | RTVSLO                                                                      |
| Nom de la preselecció    | Misija Evrovizija (primera fase) EMA (fase final)                           |
| Dates                    | Final Misija Evrovizija: 8 de gener de 2012 Final EMA: 26 de febrer de 2012 |
| Format                   | Talent show. Combinació de jurat i televot                                  |
| Presentadors             | Klemen Skalonja i Maja Keuc (representant eslovena al 2011)                 |
| Nombre de participants   | Per determinar                                                              |

La televisió pública d'Eslovènia aposta aquest cop per un nou talent show, en lloc del seu habitual festival EMA, que romandrà només com a fase final de tot el procés.

## Organització
La RTVSLO va conduir diversos càstings a diferents ciutats del país, per escollir els participants, entre els dies 26 i 30 d'agost de 2012. Un cop triats els aspirants, aquests es van eliminant als diversos shows de què consta Misija Evrovizija, a través del vot combinat d'un jurat i del públic, fins a escollir els dos finalistes que competiran a la gran final, que conserva el nom tradicional d'EMA. En aquesta gala final, els dos candidats interpretaran tres temes cadascú; la cançó guanyadora es decidirà únicament per televot. La data prevista per l'EMA és el 26 de febrer de 2012.
Els quatre jutges que componen el jurat de Misija Evrovizija són:
- Darja Švajger (cantant, representant eslovena als Festivals de 1995 i 1999)
- Jonas Znidarsic (showman)
- Raay (compositor)
- Tina Marinšek (cantant)

## Resultats[3]

### Fase preliminar
(Misija Evrovizija)
- Gala 1: 2 d'octubre de 2011

Artistes participants:
1. Jania Kobale
2. Sylvo
3. Klemen Orter - qualificat
4. Tamara Goricanec
5. Biba in Bibitas
6. Nadja Irgolic - qualificat
7. Aljosa - qualificat
8. Brina Vidic - qualificat

- Gala 2: 9 d'octubre de 2011

Artistes participants:
1. Gasper Rifelj - qualificat
2. Flora Ema Lotric - qualificat
3. Z-Lajf
4. Leaparfume
5. Nastja Gabor - qualificat
6. Sara Spelec
7. Dominik Vodopivec
8. Eva Boto - qualificat

- Gala 3: 16 d'octubre de 2011

Artistes participants:
1. Manuela Brecko - qualificat
2. Alex Volasko
3. Andrijana Lorber
4. Nina Bauman
5. Sarah Senica - qualificat
6. Nika & Eva Prusnik - qualificat
7. Klemen Mramorno
8. Nika Zorjan - qualificat

- Gala 4: 23 d'octubre de 2011

Artistes participants:
1. Maja Založnik - qualificat
2. Alino Juhart
3. Tanja Srednik
4. ME 4
5. Barbara Vauda - qualificat
6. David Matiči - qualificat
7. Maks Verderber
8. Sara Jagrič - qualificat

### Segona Ronda
Eliminatòria entre els qualificats de les quatre primeres gales.
- Gala 5: 30 d'octubre de 2011

Artistes participants:
1. Aljoša Keber
2. Maja Založnik
3. Sarah Senica
4. Gašper Rifelj - qualificat
5. Eva Boto - qualificat
6. Flora Ema Lotrič - qualificat
7. Barbara Vauda
8. Nika & Eva Prusnik - qualificat

- Gala 6: 6 de novembre de 2011

Artistes participants:
1. Sara Jagrič
2. David Matići
3. Manuela Brečko - qualificat
4. Nika Zorjan - qualificat
5. Brina Vidic - qualificat
6. Klemen Orter
7. Nadja Irgolič - qualificat
8. Nastja Gabor

### Tercera Ronda
Dels vuit finalistes, es va eliminant un cada setmana.
Finalistes:
- Gašper Rifelj
- Eva Boto
- Flora Ema Lotrič
- Nika & Eva Prusnik
- Manuela Brečko
- Nika Zorjan
- Brina Vidic
- Nadja Irgolič

- Gala 7: 13 de novembre de 2011. Artista eliminat: Gašper Rifelj.
- Gala 8: 20 de novembre de 2011. Artista eliminat: Nadja Irgolič.
- Gala 9: 27 de novembre de 2011. Artista eliminat: Brina Vidic.
- Gala 10: 11 de desembre de 2011. Artista eliminat: Flora Ema Lotrič.
- Gala 11: 18 de desembre de 2011. Artista eliminat: Manuela Brečko.

- Final: 8 de gener de 2012. Artista eliminat: Nika Zorjan.

Es qualifiquen per a l'EMA: Eva Boto i Nika & Eva Prusnik.